# دستگاه مختصات کهکشانی

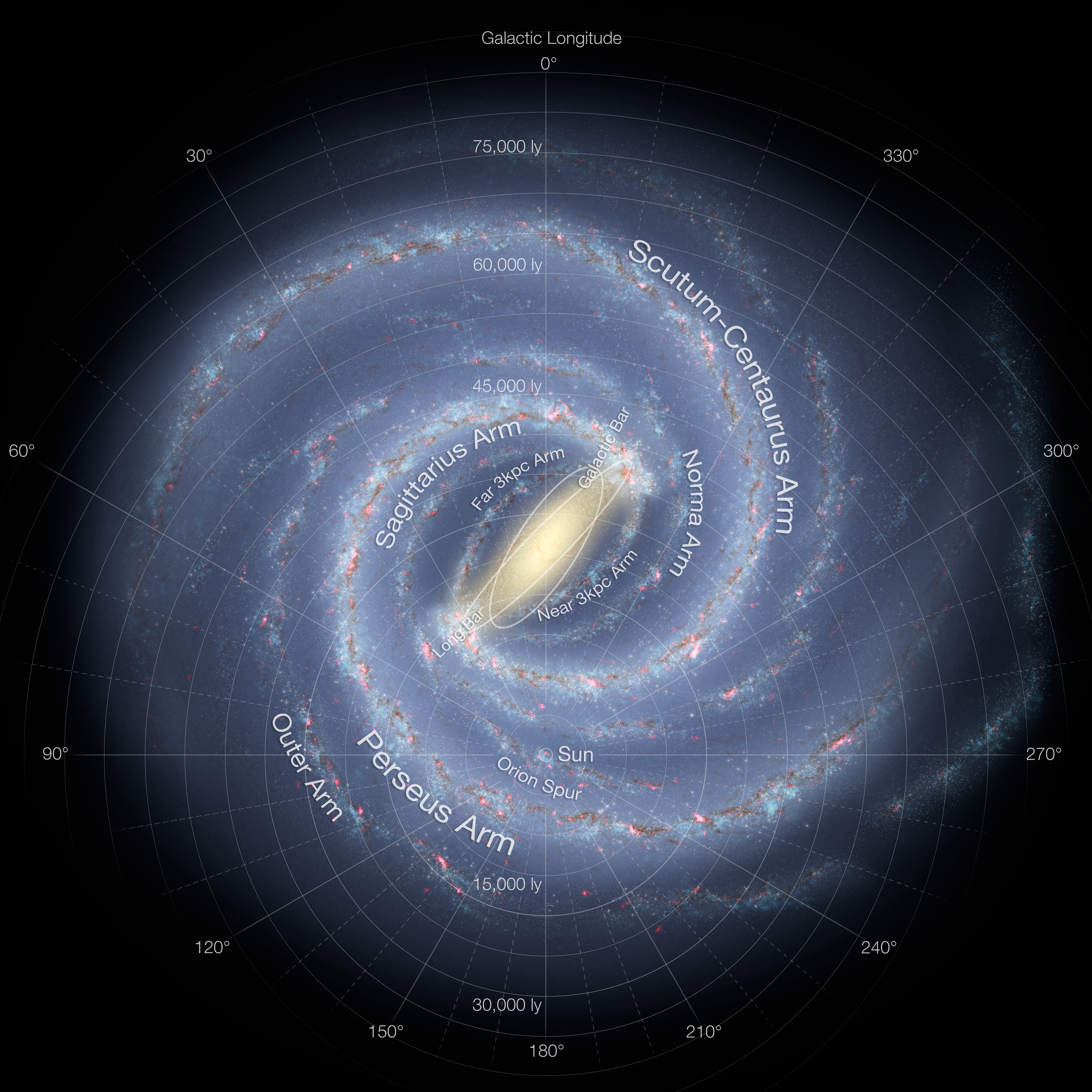
طرحی هنری از کهکشان راه شیری که طول جغرافیایی کهکشانی را نشان می‌دهد. بردار مطابق با صفحه کهکشان، در طول جغرافیایی ۰ درجه، به ویژه دارای مرکز کهکشانی است و بازوها را مستقیماً فراتر از آن قطع می‌کند. بخش به مراتب کمتر از کهکشان در تمام نقاط با طول جغرافیایی ۱۸۰ درجه متضاد قرار دارد.

دستگاه مختصات کهکشانی یک دستگاه مختصات سماوی در مختصات کروی است که خورشید در مرکز آن قرار داشته و جهت اولیه با مرکز تقریبی کهکشان راه شیری همسو شده است. همچنین صفحه بنیادی این دستگاه تقریباً موازی با صفحه کهکشانی است اما به سمت شمال آن منحرف شده است. دستگاه مختصات کهکشانی از قانون دست راست استفاده می‌کند؛ به این معنی که مختصات به سمت شمال و به سمت شرق در صفحه بنیادی دارای مقادیر مثبت هستند.

## مختصات کروی

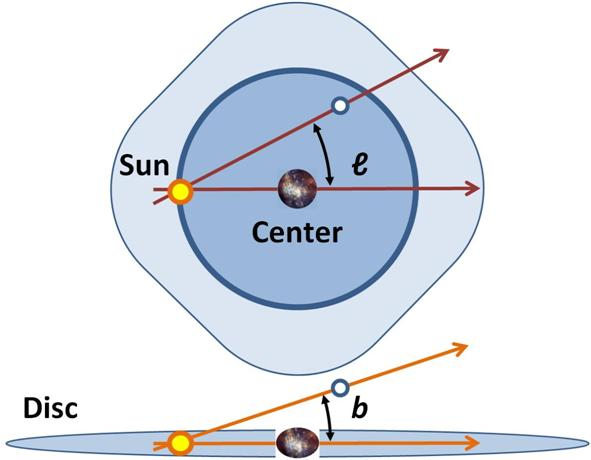
دستگاه مختصات کهکشانی از خورشید به عنوان مبدأ استفاده می‌کنند. طول جغرافیایی کهکشانی (l) با جهت اولیه از خورشید تا مرکز کهکشان در صفحه کهکشانی اندازه‌گیری می‌شود، در حالی که عرض کهکشانی (b) زاویه جسم بالای صفحه کهکشان را اندازه می‌گیرد.

### طول کهکشانی
طول کهکشانی (با نماد l) فاصله زاویه‌ای یک جسم به سمت شرق در امتداد استوای کهکشانی از مرکز کهکشانی را اندازه می‌گیرد. همانند طول جغرافیایی زمینی، طول جغرافیایی کهکشانی نیز معمولاً بر حسب درجه (°) اندازه‌گیری می‌شود.

### عرض کهکشانی
عرض کهکشانی (با نماد b) زاویه یک جسم در شمال استوای کهکشانی (یا صفحه میانی) را آن‌طور که از زمین مشاهده می‌کنیم، اندازه‌گیری می‌کند. همانند عرض جغرافیایی زمینی، عرض جغرافیایی کهکشانی نیز معمولاً بر حسب درجه (°) اندازه‌گیری می‌شود.

## تعریف
نخستین دستگاه مختصات کهکشانی در سال ۱۷۸۵ توسط ویلیام هرشل مورد استفاده قرار گرفت. تعدادی دستگاه مختصات مختلف که هر کدام چند درجه متفاوت بودند تا سال ۱۹۳۲ مورد استفاده قرار گرفتند، زمانی که رصدخانه لاند مجموعه ای از جداول تبدیل را جمع‌آوری کرد و یک دستگاه مختصات کهکشانی استاندارد را بر اساس قطب شمال کهکشانی در بعد ۱۲ساعت و ۴۰ دقیقه، میل °۲۸+ (در  B1900.0) و طول جغرافیایی °۰ در نقطه تقاطع صفحه کهکشان و استوای سماوی تعریف کرد.
در سال ۱۹۵۸، اتحادیه بین‌المللی اخترشناسی (IAU) دستگاه مختصات کهکشانی را با اشاره به مشاهدات رادیویی هیدروژن خنثای کهکشانی از طریق خط هیدروژن تعریف کرد که تعریف طول جغرافیایی کهکشانی را با ۳۲ درجه و عرض جغرافیایی با ۱٫۵ درجه تغییر داد. در دستگاه مختصات استوایی برای اعتدال و استوای ۱۹۵۰٫۰ قطب شمال کهکشان در بعد راست ۱۲ ساعت و ۴۹ دقیقه، میل °۲۷٫۴+ در صورت فلکی گیسو با احتمال خطای °۰٫۱± تعریف شده است. طول ۰ درجه نیم‌دایره بزرگی است که از این نقطه در امتداد خط در زاویه موقعیت ۱۲۳ درجه نسبت به قطب استوایی سرچشمه می‌گیرد. طول کهکشانی در همان جهت بعد راست افزایش می‌یابد. عرض جغرافیایی کهکشانی نسبت به قطب شمال کهکشانی مثبت است، با صفحه‌ای که از خورشید می‌گذرد و موازی با استوای کهکشانی ۰ درجه است، در حالی که قطب‌ها ۹۰± درجه هستند. بر پایه این تعریف، قطب‌ها و استوای کهکشانی را می‌توان از مثلثات کروی پیدا کرد و می‌توان تقدیم محوری آن را به دیگر مبدأها به‌دست‌آورد. جدول زیر را ببینید:
| | بعد          | میل          | صورت فلکی                       |
| قطب شمال عرض °۹۰+                                                                                     | 12h 51.4m    | ۲۷٫۱۳°+      | گیسو (نزدیک 31 Com)             |
| قطب جنوب عرض °۹۰-                                                                                     | 0h 51.4m     | ۲۷٫۱۳°-      | سنگتراش (نزدیک ان‌جی‌سی ۲۸۸)      |
| مرکز طول °۰                                                                                           | 17h 45.6m    | ۲۸٫۹۴°-      | کمان (in کمان ای)               |
| پادمرکز طول °۱۸۰                                                                                      | 5h 45.6m     | ۲۸٫۹۴°+      | ارابه‌ران (نزدیک هیپارکوس 27180) |
| \| شمال کهکشانی \| جنوب کهکشانی \| مرکز کهکشانی \| \| ------------ \| ------------ \| ------------ \| |              |              |                                 |
| شمال کهکشانی                                                                                          | جنوب کهکشانی | مرکز کهکشانی |                                 |